# Rồng bạc (tiền xu)

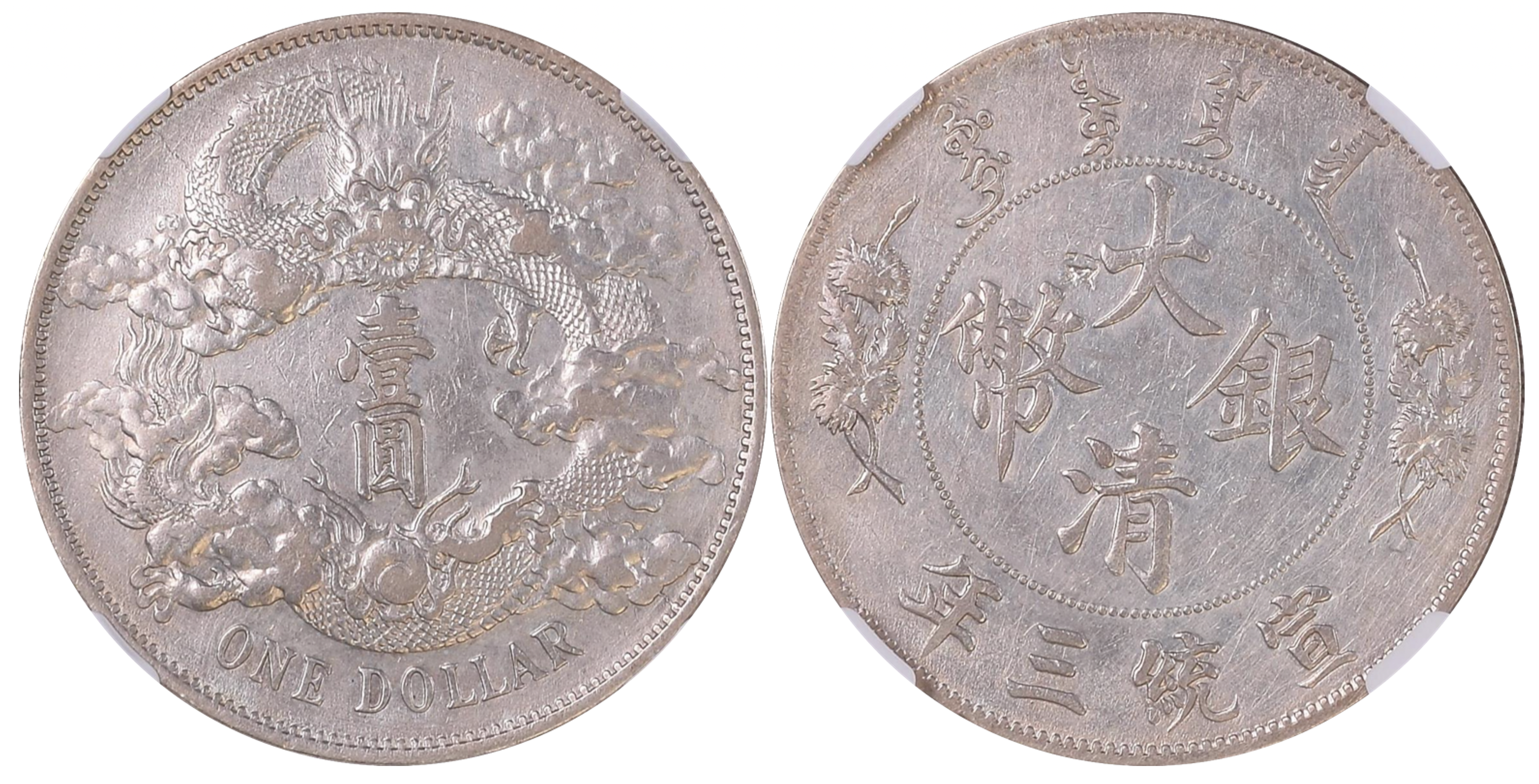
1 yuan/đô la Xuantong năm thứ 3 - 1911 Chopmark

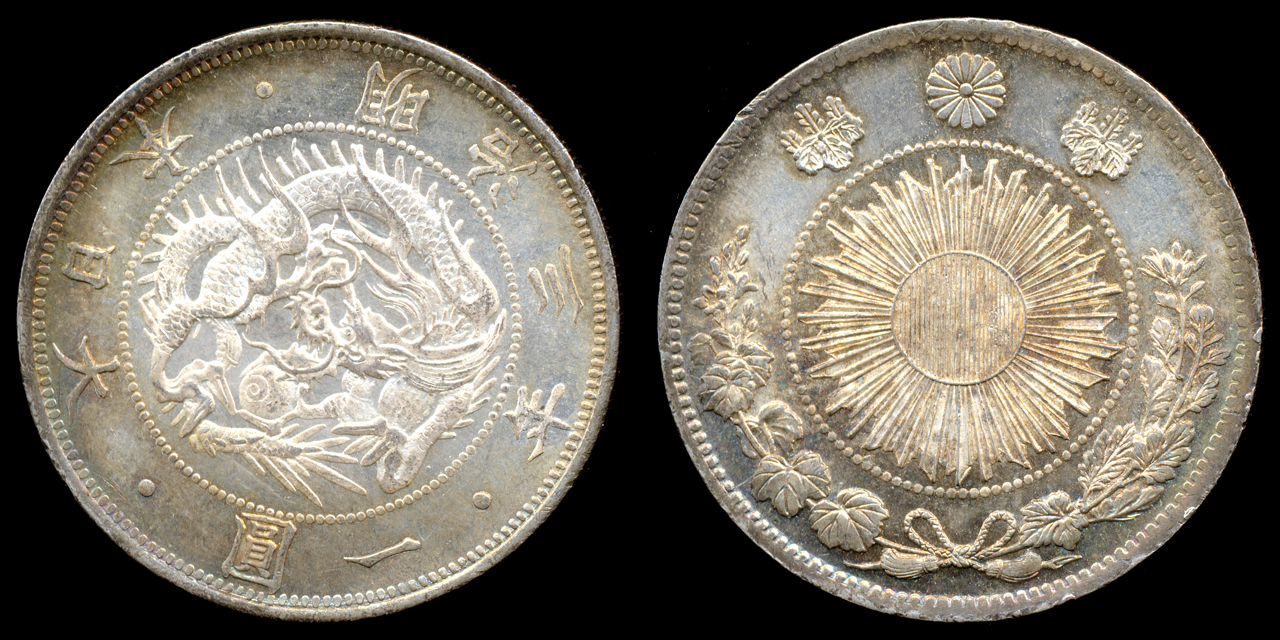
Bạc rồng của Nhật, 1870

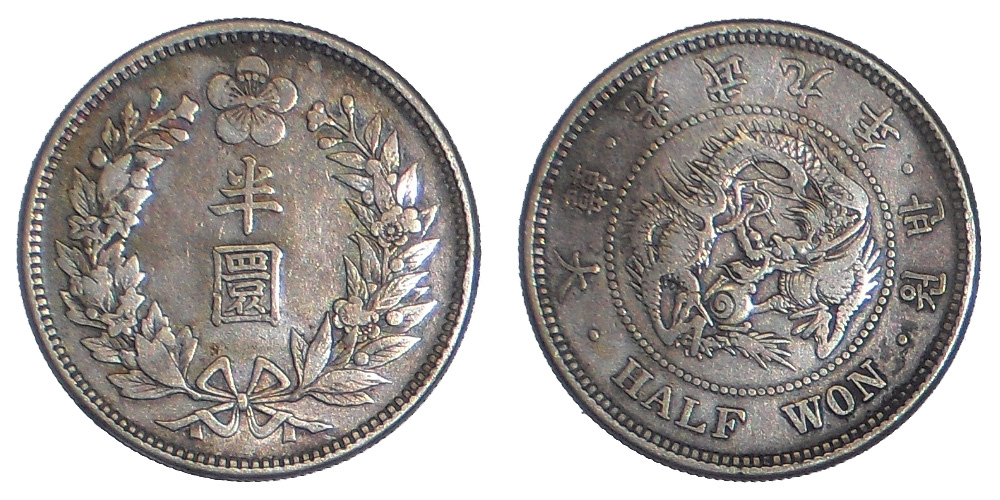
Bạc rồng của Triều tiên, 1905

Xu bạc rồng, đôi khi còn được gọi là Dollar Rồng, là những xu bạc do Nhà Thanh, Thiên hoàng Minh Trị Nhật Bản và Nhà Triều Tiên cho đúc và lưu hành tại quốc gia của họ. Đặc điểm chung của xu bạc này là hình ảnh một con rồng ở mặt trước và niên hiệu, thông số bằng tiếng Nhật, Trung hoặc Hàn ở mặt sau. Xu rồng bạc là một dạng Đô la thương mại với tiêu chuẩn chung với các đồng dollar thương mại của các nước châu Âu. Loại xu bạc này được tạo ra từ cảm hứng của các đồng Đô la Tây Ban Nha, xuất hiện ở châu Á vào thế kỷ XVI, được sử dụng làm tiền tệ thanh toán thương mại. Thông số kỹ thuật của xu bạc rồng có trọng lượng 27,22 gram và tỷ lệ bạc là 90%, do đó xu bạc này chứa 24,5 gram bạc, tương đương với 0,7876 troy oz. Các loại xu bạc này cạnh tranh trong việc thanh toán thương mại với đồng dollar Tây Ban Nha, đồng bạc Đông Dương của Pháp, đồng dollar bạc Hải Thần của Anh tại khu vực Viễn Đông.